# Nuuk
Nuuk nebo Godthåb (grónsky Nuuk (znamená "mys"), dánsky Godthåb ([ˈgɔdhoːʔb]IPA, znamená "Dobrá naděje"), zastarale Nûk nebo Godthaab) je hlavní město Grónska. Je to zároveň největší grónské město a hlavní politické a administrativní centrum. Nuuk je také správním střediskem jednoho z pěti grónských krajů - Sermersooq (grónsky "Sermersooq kommunia"). Je to také největší inuitské město.
Do vyhlášení autonomie Grónska v roce 1979 byl oficiálním názvem Godthåb. Nyní je oficiální název města Nuuk.
Žije zde 19 604 obyvatel (2023).

## Historie

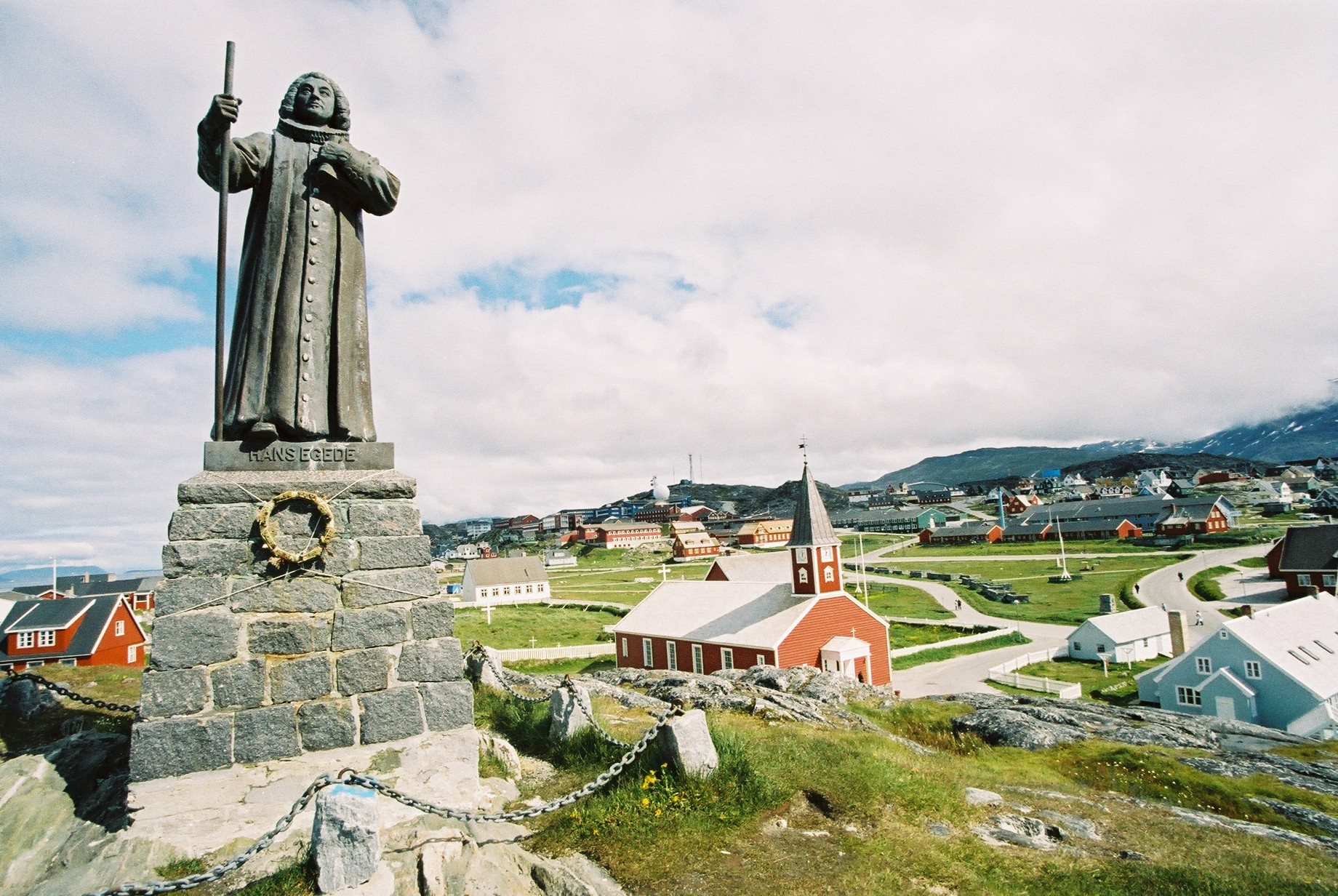
Socha Hanse Egedeho

Nejstarší stopy lidského osídlení v oblasti Nuuku sahají až do prainuitské kultury Saqqaq. Nálezy sahají až 4400 let do minulosti (rok 2400 př. n. l.) a pochází z nyní už opuštěné osady Qoornoq. Starověcí Inuité z kultury Saqqaq zde v Grónsku žili až do roku přibližně 1000 př. n. l.
Druhá vlna přistěhovalců do oblasti Nuuku je známa pod názvem Dorsetská kultura. Pozůstatky této kultury byly nalezeny u opuštěné osady Kangeq. Lidé z Dorsetské kultury vymizeli z oblasti Nuuku asi před rokem 1000 n. l.
Třetí vlna přišla z východu. Byli to Vikingové v čele s Erikem Rudým. Vikingské osídlení se soustředilo na dvou místech Grónska, v jižnější Východní osadě a v Západní osadě, která ležela poblíž dnešního Nuuku. Západní osada byla osídlena přibližně v letech 1000 až 1350. Východní osada zanikla někdy po roce 1410 z dodnes přesně neobjasněných příčin.
Od 13. století začali do Grónska přicházet lidé kultury Thule (proto-Inuité), předci dnešních Inuitů.
Roku 1721 do Grónska připlul norský misionář Hans Egede a založil dnes již zaniklou osadu Kangeq, která se nachází 18 km jihozápadně od nynějšího Nuuku na ostrově Håbets Ø ("ostrov naděje"). Postavil tam misijní stanici. Roku 1728 se přesunul do míst nynějšího Nuuku a založil osadu Godthåb ("Dobrá naděje"). V té době bylo Grónsko norskou kolonií. Roku 1733 zde založili Moravští bratři z Herrnhutu misijní stanici. Později bylo toto místo přejmenováno na Noorliit, stalo se součástí města Nuuk a sborový dům misionářů byl až do roku 2008 sídlem Grónské univerzity.

## Ekonomika a kultura

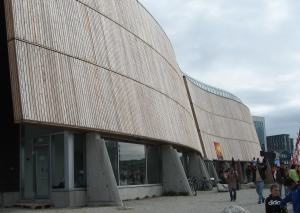
Kulturní centrum Katuaq

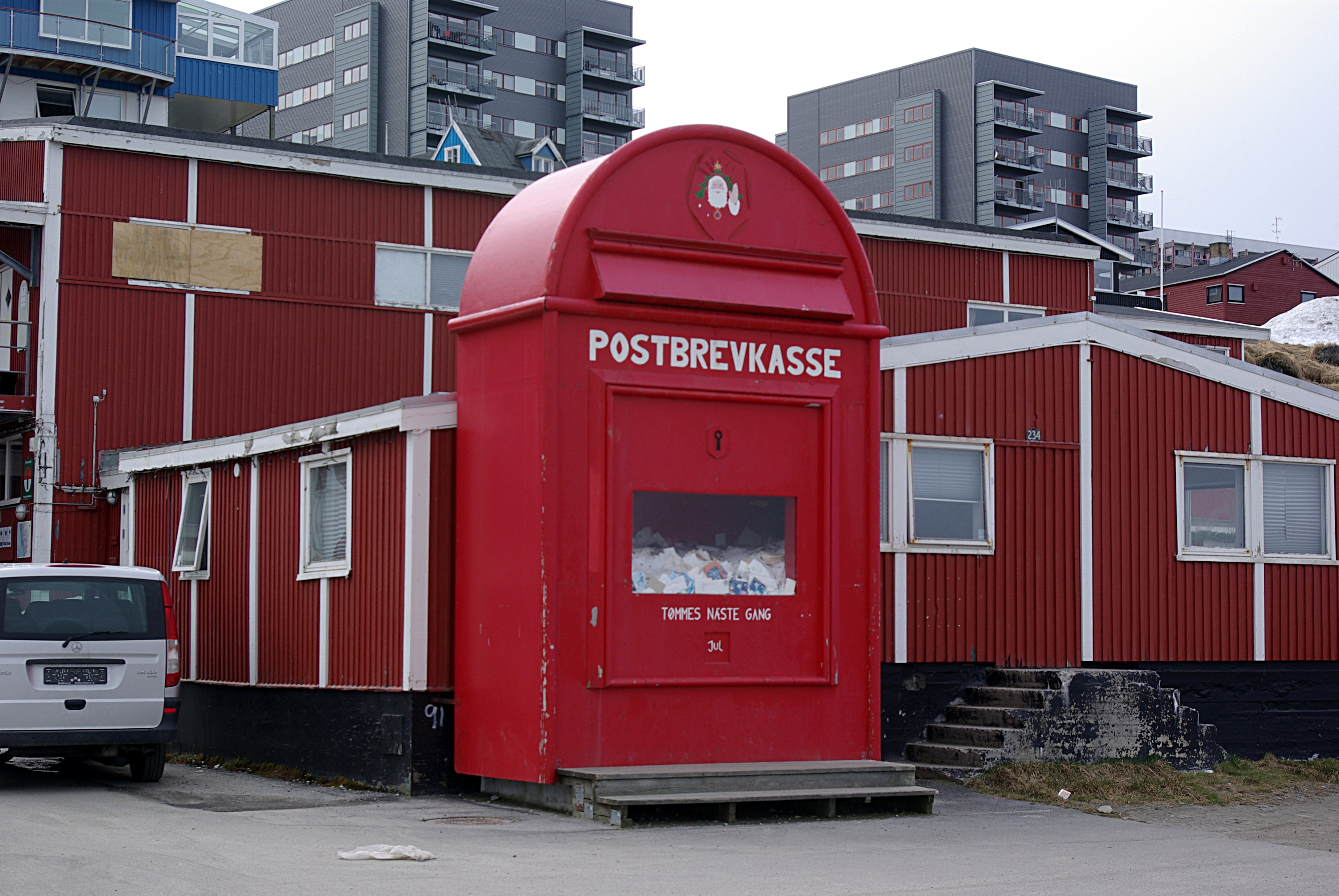
Vánoční poštovní schránka

Nuuk je hlavní průmyslové centrum Grónska. Podle údajů z roku 1996 zde sídlilo 56 % grónského průmyslu a 67 % grónských firem. Hlavním odvětvím ekonomiky Nuuku je rybolov, zvláště krabů a platýsů.
Nuuk je nyní exotickou destinací pro turisty, kteří sem mohou připlout lodí nebo přiletět na Letiště Nuuk, které se nachází na okraji města. Místní letecký dopravce se nazývá Air Greenland.
V Nuuku rovněž sídlí Grónská univerzita (grónsky: "Ilisimatusarfik", dánsky "Grønlands Universitet"), což je jediná univerzita v celém Grónsku. Navštěvuje ji kolem 150 studentů, většinou Dánů. Byla založena v roce 1987.
Jedna z nejvýznamnějších atrakcí města je Grónské národní muzeum ("Kalaallit Nunaata Katersugaasivia"). Jsou zde vystaveny např. kolekce gobelínů z tvorby grónského umělce Hanse Lyngeho, utkaných z vlny grónských zvířat. Kromě rozsáhlých expozic grónské historie a kultury jsou zde vystaveny také slavné qilakitsocké mumie. Zachovalý dům zakladatele města Hanse Egedeho, dříve sídlo vlády, je v současnosti používán pro oficiální vládní recepce. Mezi zajímavosti patří i kulturní centrum Katuaq, otevřené v roce 1997, a také vánoční poštovní schránka.

## Demografie
Při sčítání lidu v lednu roku 2007 žilo v celé obci 15 047 obyvatel, z toho 14 719 obyvatel ve městě Nuuk. Na konci 19. století tu žilo méně než 1000 obyvatel. V roce 1951 vzrostl počet obyvatel na 2383 a v roce 1960 už na 4305 obyvatel. V roce 1999 mělo město 13 500 obyvatel a v lednu 2005 žilo v celé obci 14 874 obyvatel, z toho 14 501 ve městě Nuuk.
Od začátku 21. století se počet obyvatel pravidelně zvyšuje přibližně o 500 až 1000 obyvatel ročně. V obci jsou mimo město Nuuk ještě osady Kangerluarsoruseq, Qeqertarsuatsiaat, Kapisillit, Neriunaq a Qoornoq, z nichž jsou jediné obydlené osady Kapisillit (63 obyvatel) a Qeqertarsuatsiaat (298 obyvatel), ve kterých žilo celkově 361 obyvatel. Z velké části zde žijí Dánové a Inuité.
Dánština i grónština jsou úředními jazyky Grónska. Nejčastěji je třetím jazykem angličtina. Jelikož Evropané navštěvovali Grónsko po mnoho staletí, komunikace mezi místními obyvateli a Evropany nikdy nebyla problém.

## Přírodní podmínky

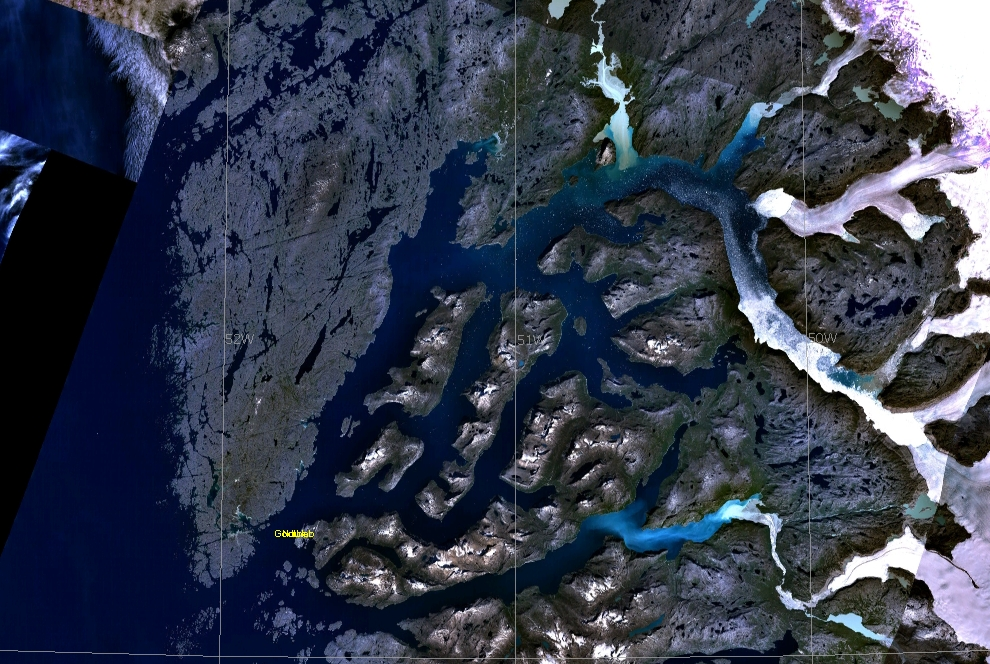
Godthåbsfjord

Nuuk se nachází v jihozápadním Grónsku na 64° rovnoběžce, což je přesně 265 km od severního polárního kruhu. Leží na mysu jednoho z nejdelších fjordů na světě, Godthåbsfjordu ("Nuup Kangerlua"), u Davisova průlivu v Atlantském oceánu. Siluetou města je hora Sermitsiaq ("horské sedlo"), která dosahuje výšky 1210 m a je vidět z téměř celého Nuuku. Hora dala také jméno celostátním novinám Sermitsiaq.

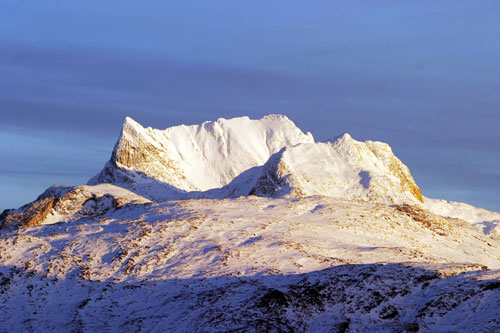
Hora Sermitsiaq z Nuuku.

Jelikož se Nuuk nachází v části Grónska, kam už nezasahuje Golfský proud, moře zde v zimním období zamrzá, a proto jsou v zimě zhoršené podmínky pro rybaření. Proto je v Nuuku mírné polární klima s průměrnou roční teplotou vzduchu -1 °C. Na stejné rovnoběžce leží také hlavní město Islandu Reykjavík, kde je však průměrná roční teplota o 5 °C vyšší. V nejchladnějším měsíci únoru je zde průměrná denní teplota -7 °C, noční -11 °C.
V nejteplejším měsíci červenci je průměrná denní teplota +10 °C, noční +5 °C. Absolutně nejvyšší naměřená teplota byla 24,2 °C a nejnižší -29,5 °C. Průměrný roční úhrn srážek je 750 mm, z toho nejméně srážek je v dubnu, nejvíc v září.
Sluneční svit v nejkratším měsíci prosinci trvá 4 hodiny, tedy od 10:30 do 14:30. V nejdelším měsíci červnu trvá 21 hodin, tedy od 3:00 do 0:00. V zimě se často na noční obloze při jasném počasí objevuje polární záře.
| Město | Led   | Úno   | Bře   | Dub  | Kvě  | Čer | Čvc  | Srp | Zář | Říj  | Lis  | Pro  | Rok   |                        |
| ----- | ----- | ----- | ----- | ---- | ---- | --- | ---- | --- | --- | ---- | ---- | ---- | ----- | ---------------------- |
| Nuuk  | -4.4  | -4.5  | -4.8  | -0.8 | 3.5  | 7.7 | 10.6 | 9.9 | 6.3 | 1.7  | -1.0 | -3.3 | 1.74  | Nejvyšší prům. teploty |
| Nuuk  | -10.1 | -10.6 | -10.6 | -6.1 | -1.5 | 1.3 | 3.8  | 3.8 | 1.6 | -2.5 | -5.8 | -8.7 | -3.89 | Nejnižší prům. teploty |
| Nuuk  | 39    | 47    | 50    | 46   | 55   | 62  | 82   | 89  | 88  | 70   | 74   | 54   | 756   | Srážky (mm)            |

## Sport

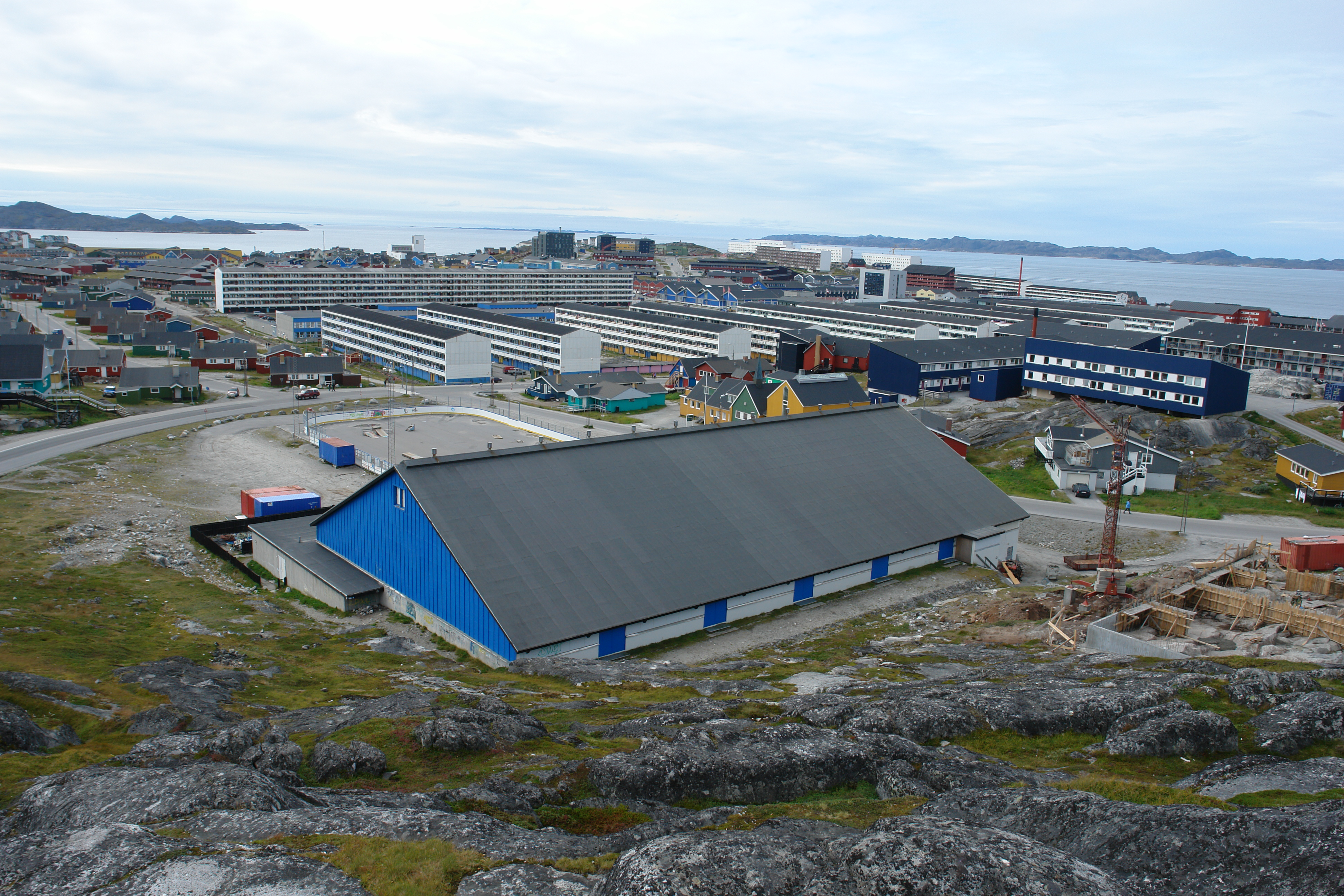
Godthåbhallen

V Nuuku je několik stadionů, nejvýznamnějším je Nuuk Stadion s kapacitou kolem 2 000 diváků, který je určený pro fotbalové zápasy. Dalším významným stadionem je Godthåbhallen, určený pro házenou. Na okraji města se nachází moderní koupaliště (svømmehal).
Známými sportovními kluby jsou B-67 (fotbal, badminton a házená), Grønlands Seminarius Sportklub (fotbal, házená) a Nuuk Idraetslag (fotbal, házená).

## Městské části
Nuuk je jediné město v Grónsku, které je děleno na čtvrti. Je rozdělen na 9 čtvrtí:[zdroj?]
- Eqalugalinnguit
- Mitsimmavik
- Nuussuaq
- Pinguaraq
- Quassussuup Tungaa
- Qarsaalik
- Qernertunnguit
- Qinngorput
- Tuujuk

## Partnerská města
- Aalborg, Dánsko
- Askim, Norsko
- Utqiaġvik, Spojené státy americké
- Čchang-čchun, Čína
- Cuxhaven, Německo
- Helsinky, Finsko
- Huddinge, Švédsko
- Ittoqqortoormiit, Grónsko
- Kodaň, Dánsko
- Lyngby-Taarbæk, Dánsko
- Oslo, Norsko
- Pangnirtung, Kanada
- Reykjavík, Island
- Seyðisfjörður, Island
- Stockholm, Švédsko
- Tiverton, Spojené státy americké
- Tórshavn, Faerské ostrovy
- Vantaa, Finsko